# Bodmér
Bodmér is een plaats (község) en gemeente in het Hongaarse comitaat Fejér. Bodmér telt 215 inwoners (2001).